# التاريخ الباهر في الدولة الأتابكية
التاريخ الباهر في الدولة الأَتَابِكِيَّة هو كتاب لابن الأثير عن تاريخ الدولة الزنكية (الدولة الأَتَابِكِيَّة).

## موضوع الكتاب
يتناول الكتاب وجهة نظر ابن الأثير بخصوص الفرنج الذين ورد ذكرهم في كتابه "التاريخ الباهر في الدولة الأَتَابِكِيَّة"، فكما هو معروف فإن هذا الكتاب يزخر بمادة تاريخية خاصة بحكم الدولة الأَتَابِكِيَّة في الموصل، والتي شهدت فترة حكمهم البدء بتحرير العديد من المناطق التي كانت تحت سيطرة الفرنج، وخاصة في فترة حكم كل من عماد الدين زنكي (521-541ه / 1127-1146م)، وولده نور الدين محمود (541-569ه/ 1146-1173م)، 
لذا فإن هذا البحث محاولة لمعرفة وجهة نظر ابن الأثير تجاه الفرنج من حيث تسمياتهم المختلفة، قادتهم، صفاتهم الإيجابية والسلبية، علاقتهم بالمسلمين، خاصة في الأراضي التي كانت تحت سيطرتهم.